# Marie-Joëlle Mwika
Marie-Joëlle Mwika est une boxeuse congolaise née le 25 février 2000.

## Carrière
Aux Jeux africains de la jeunesse de 2018 à l'Alger, elle remporte la médaille d'or dans la catégorie des moins de 75 kg,.
Elle est médaillée d'argent dans la catégorie des moins de 81 kg aux championnats d'Afrique de boxe amateur 2023 à Yaoundé. ainsi qu'aux Jeux africains de 2023 à Accra, puis médaillée de bronze dans la même catégorie aux Championnats d'Afrique de boxe amateur 2024 à Kinshasa.